# Tartufo (film)
Tartufo (Herr Tartüff) è un film del 1925 diretto da Friedrich Wilhelm Murnau. La trama si basa sull'omonimo lavoro teatrale di Molière.

## Trama
Un ricco anziano è messo in guardia dal nipote circa il comportamento della governante che accudisce il vecchio solo per potersi impadronire delle sue sostanze. Per ammonirlo, gli mostra il film di Tartufo, personaggio infido e mellifluo, che finge di essere amico di Orgone per potersi accaparrare i suoi beni, ma che viene scoperto da sua moglie Elmira.

## Produzione
Il film fu prodotto dall'Universum Film (UFA).

## Scenografia
La residenza di Orgone e Elmira è modellata sul Palazzo d'Estate, il cosiddetto Palazzo di Sanssouci di Federico il Grande a Potsdam.

## Distribuzione
Distribuito dall'Universum Film (UFA), il film uscì in Austria il 20 novembre 1925. In Germania venne distribuito il 25 gennaio 1926.